# 144P/Kushida
144P/Kushida è una cometa periodica appartenente alla famiglia delle comete gioviane.

## Caratteristiche orbitali
Sua caratteristica è di avere MOID coi pianeti Marte e Giove molto piccole, quella con Giove è attualmente di 0,00986 au (1 475 000 km), quella con Marte la porterà a passare il 18 maggio 2119 a sole 0,056 au (8 400 000 km) da quest'ultimo pianeta. 
La MOID con Giove porterà la cometa a subire in futuro un drastico cambiamento di orbita.